# Čtyřdobý spalovací motor

Animace pracovního cyklu čtyřdobého spalovacího motoru. Vpravo nahoře je sací, vlevo výfukový ventil. Čísla odpovídají číslům v textu.

Čtyřdobý spalovací motor, také nazýván čtyřtaktní motor nebo zkráceně jen čtyřtakt, pracující na principu spalování paliva. První čtyřdobý spalovací motor, který využíval benzín, sestrojil v roce 1876 německý inženýr Nicolaus Otto. Ve srovnání s parním strojem, který v té době převládal, byl menší, lehčí a postupem času i tišší, čistší a především účinnější. Než ovšem dosáhl spolehlivosti parního stroje, trvalo ještě desítky let. Vynález spalovacího motoru dal impuls odbytu a zpracování ropy. V prvních deseti letech jeho existence se ho prodalo deset tisíc kusů.
- Zážehový motor nasaje směs paliva a vzduchu, která se po stlačení zažehne jiskrou zapalovací svíčky.
- Vznětový (Dieselův) motor nasaje vzduch a stlačením ho zahřeje; pak se vstříkne palivo, které se samovolně vznítí.

## Pracovní fáze zážehového motoru (Benzín)
1. Sání – píst se pohybuje směrem do dolní úvrati (DÚ), přes sací ventil je nasávána pohonná směs. (Při přímém vstřikování se nasává pouze vzduch a benzin se vstříkne tryskou umístěnou v hlavě válce.)
2. Stlačení (komprese) – píst se pohybuje směrem do horní úvrati (HÚ). Oba ventily jsou uzavřené. Nasátá směs zmenšuje svůj objem, zvětšuje tlak i teplotu. Těsně před horní úvratí se směs zapálí elektrickou jiskrou zapalovací svíčky.
3. Zážeh (expanze) – oba ventily jsou uzavřené. Směs paliva a vzduchu zapálená elektrickou jiskrou shoří. V pracovním prostoru válce se prudce zvýší teplota i tlak vzniklých plynů. Ty expandují a během pohybu pístu směrem dolů konají práci.
4. Výfuk – píst se pohybuje směrem do HÚ. Výfukový ventil je otevřený. Spaliny z pracovního prostoru válce jsou vytlačovány do výfukového potrubí. (Většina spalin unikne vlivem přetlaku v okamžiku otevření výfukového ventilu. Vzniká ráz, kvůli kterému se do výfukového potrubí zařazuje tlumič.)

## Pracovní fáze vznětového motoru (Diesel)
1. Sání – píst se pohybuje směrem do dolní úvrati (DÚ), přes sací ventil je nasáván vzduch.
2. Stlačení (komprese) – píst se pohybuje směrem do horní úvrati (HÚ). Oba ventily jsou uzavřené. Nasátý vzduch zmenšuje svůj objem, zvětšuje tlak a teplotu. Těsně před horní úvratí je do válce vstříknuto palivo.
3. Vznět (expanze) – oba ventily jsou uzavřené. Směs paliva a vzduchu zapálená samovznícením shoří. V pracovním prostoru válce se prudce zvýší teplota i tlak vzniklých plynů. Ty expandují a během pohybu pístu směrem dolů konají práci.
4. Výfuk – píst se pohybuje směrem do horní úvrati. Výfukový ventil je otevřený. Spaliny z pracovního prostoru válce jsou vytlačovány do výfukového potrubí. Výfuk je rozdělen na dvě části: výfuk volný nastává ještě před DÚ, kdežto výfuk nucený vzniká vytlačováním spalin při pohybu pístu vzhůru.